# 呂酒瓶
呂酒瓶（1923年5月28日—2012年5月），又名呂九屏，臺灣澎湖縣西嶼鄉人，在故鄉開設海鮮餐廳清心飲食店，列為蔣經國「十一位民間友人」之一。

## 生平紀事
呂酒瓶為1923年5月28日生，有一姊呂酒矸，因從事水泥匠的父親嗜酒如命，故先後子女取名都與酒有關。其家庭經濟是由母親在海邊撿拾姜石，與細煤一起燒成石灰賣錢養家。

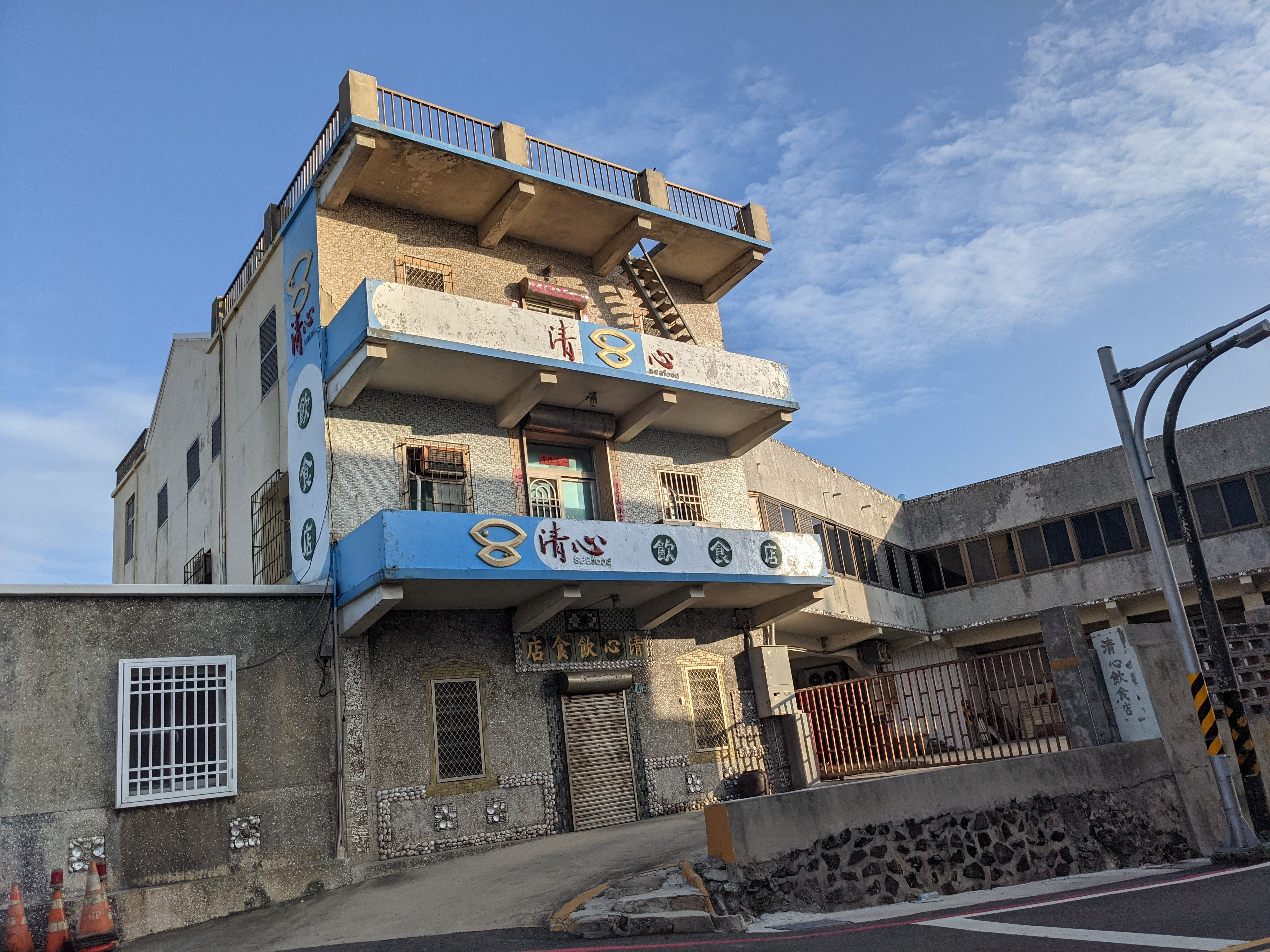
清心飲食店

呂酒瓶十四歲從西嶼小池角國民學校畢業後，到高雄由日本人開設的天政料理店專學天婦羅，學了一年後，父親過世。十八歲，到高雄的花壇料理店學習各種日本料理，該店是當時的高級餐廳。二十一歲時，被日軍徵召前往菲律賓當高級軍官的廚師。日軍戰敗，當他回家鄉時，母親還都不敢相信兒子能活著回來，連忙從附近人家找了對象結婚，來將兒子綁在家鄉。他與妻子呂玉門接連生了八個女兒後才生兒子呂瑋泰，其中三女早夭，後又生女呂春香。
當時西嶼地理閉塞，無觀光客，島上也沒人在外開伙吃飯，呂酒瓶所學的日本料理無用武之地，他便與母親一同做石灰，但燒石灰易傷到眼睛，五年後就改行捕魚，當了十八年的漁夫。1965年4月5日，省府通過興建在西嶼鄉與白沙鄉間興建澎湖跨海大橋。隨著跨海大橋動工，他把漁船賣了，起初做豬肉買賣，當時島上肉類除了魚以外，豬肉都要仰賴臺灣運來，但因住家不多，而且住得很散，生意也不好做，便在1969年5月底開始經營小吃店，取名「海鮮大王清心飲食店」，夏天的時候也賣點冰水、飲料。1970年11月底，澎湖跨海大橋全部完工。觀光客開始能沿跨海大橋通車湧到西嶼，女兒呂銀壺也能坐清晨五點半的公車到馬公採買蔬菜，讓他的日本料理技術可以發揮，因此名氣打開。
1976年8月1日，蔣經國以院長身分光顧清心飲食店，之後同年12月12日又來飲食，並建議餐廳改建後要蓋成三樓。女兒呂滿回憶那年她十九歲當餐廳小妹，還記得蔣院長點了炒麵、海膽、旭蟹、炸大蝦、石蚵及石斑魚湯，當時推動梅花餐，親身奉行絕不超過。蔣經國不同與父親嗜江浙家鄉口味，而是飲食帶有濃烈的平民風格，捧紅了嘉義方塊酥、草湖芋頭冰、呂酒瓶的海鮮。1980年6月9日，呂酒瓶、李忠祥、楊煦、蕭獻澤、張讚盛、羅文堂、戴榮光、龔新通、黃斌璋、黃文彥、林寅這「十一位民間友人」，應邀參加中華民國六十九年度擴大早餐會。1985年2月23日，蔣經國以總統身分寫信給呂酒瓶，建議他改名「呂九屏」。
美食新聞會推薦位這個位在西嶼鄉池東村77-2號的清心飲食店，寫以炸大蝦和石蚵為招牌菜。旅客進入大門即可見「清品快心」四字的橫聯，左右門聯則為「清羨佳餚宜入室」、「心儀美味請登門」，至二樓又見上聯為「清香美味當酣頭」、「心喜奇珍豁醉眼」。牆壁掛滿了蔣經國合照，許多觀光客慕名而來指名要來用餐，更強調一定要點當年蔣經國的用膳的菜單。呂酒瓶在海鮮料理增加日式創意，如魷魚生魚片切成條狀，再撒上姑婆嶼的紫菜，加上兩個生雞蛋與芥茉、少許特製醬油涼拌。他更以炸大蝦料理為驕傲，說打從十四歲那年當學徒，熬了八年才學成。餐廳的石蚵是以醬油、芥末、蒜粒、蔥花作拌料，記者方力行稱讚像「秋天楓林中的涼意」，但也寫十多年後他再吃一次，滋味不復當年之感，想應該澎湖需求量太多了，採到的蚵仔不夠肥美。
呂九屏晚年時因中風又老人癡呆症移居台北，家人轉述他常獨自凝視與蔣經國的合照。2012年，呂九屏因病重專機返回家鄉，5月28日公祭後火化，縣長王乾發、議長劉陳昭玲等地方各界弔唁。